# Sucha Wieś
Sucha Wieś [pronunciación en polaco: /ˈsuxa ˈvjɛɕ/] es un pueblo ubicado en el distrito administrativo (gmina) de Raczki, en el condado de Suwałki, voivodato de Podlaquia, al norte de Polonia oriental. Según el censo de 2011, tiene una población de 149 habitantes.
Está ubicado aproximadamente a 5 kilómetros al sureste de Raczki, a 17 kilómetros al suroeste de Suwałki, y a 96 kilómetros al norte de la capital regional, Białystok.